# جزيرة تيمبانغباروكانغ
جزيرة تيمبانغباروكانغ وهي جزيرة من جزر إندونيسيا، وتقع مقاطعة كوتاي كارتانيغارا في إقليم كالمنتان الشرقية في إندونيسيا.